# Mohammad Reza Pahlavi
Mohammad Reza Pahlavi (Perzisch: محمدرضا پهلوی) (Teheran, 26 oktober 1919 – Caïro, 27 juli 1980) was de oudste zoon van Reza Pahlavi, die van 1925 tot 1941 sjah van Perzië (Iran) was. Op 16 september 1941 volgde hij zijn vader op als sjah. Hij regeerde Perzië/Iran tot 1979, toen Ayatollah Khomeini aan de macht kwam. Vanwege zijn status werd hij vaak de sjah van Perzië (شاه ایران, shāh Irân) of kortweg de sjah (شاه, shāh) genoemd.

## Biografie

### Troonsbestijging
In 1941 werd Mohammad Reza Pahlavi na de Britse-Sovjet invasie van Iran de nieuwe sjah van Iran nadat de Britten en de Russen zijn vader Reza Sjah Pahlavi naar Johannesburg in Zuid-Afrika hadden verbannen omdat hij in de Tweede Wereldoorlog had geprobeerd neutraal te blijven en geweigerd had de Perzische Corridor voor de geallieerden open te stellen. Mohammad Reza Pahlavi had echter geen absolute macht; het land was een constitutionele monarchie waar het staatshoofd slechts beperkte macht had. In 1951 werd Mohammad Mossadeq de minister-president van Iran. Nadat deze in 1953 de Iraanse oliebedrijven nationaliseerde, werd hij afgezet tijdens een door de Verenigde Staten gesteunde staatsgreep, onder de naam Operation Ajax. Dit leidde ertoe dat de sjah de macht in eigen handen kreeg.

### Huwelijken van de sjah

#### Fawzia

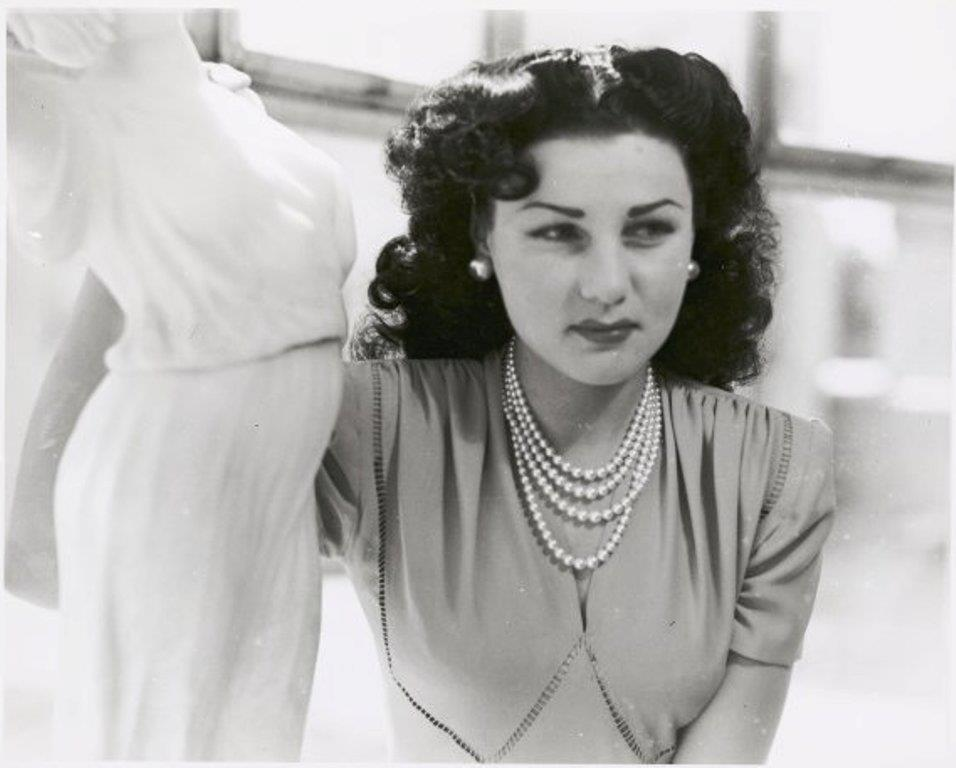
Fawzia

De eerste echtgenote van de sjah was de Egyptische prinses Fawzia (1921-2013). Het huwelijk, dat duurde van 1939 tot 1948, was geen succes. De sjah en Fawzia kregen één dochter, Shahnaz Pahlavi, in 1940. In 1945 keerde Fawzia terug naar Egypte, waar ze echtscheiding aanvroeg en kreeg. In Perzië werd de echtscheiding in eerste instantie niet erkend. Pas in 1948 werd die bevestigd, op voorwaarde dat hun dochter Shahnaz bij de sjah bleef.

#### Soraya

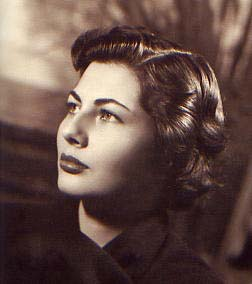
Soraya

In 1949 trad de sjah opnieuw in het huwelijk, ditmaal met Soraya Esfandiary Bakhtiari (1932- 2001), de dochter van een Perzische landheer en een Duitse moeder. Dit huwelijk leverde geen nakomelingen op. In 1957 liet de sjah zich van Soraya scheiden vanwege haar onvruchtbaarheid.
Soraya, die na haar echtscheiding naar Frankrijk verhuisde, schreef later haar memoires, Paleis van eenzaamheid, dat een internationale bestseller werd.

#### Farah

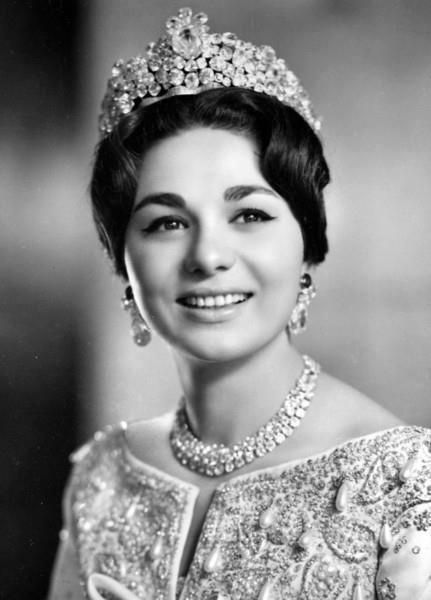
Farah

Op 21 december 1959 trouwde de sjah met Farah Diba (1938), dochter van een kapitein uit het Perzische leger. In 1960 werd uit dit huwelijk kroonprins Reza geboren, gevolgd door nog drie kinderen: Farahnaz Pahlavi (1963), Ali-Reza Pahlavi (1966-2011) en Leila Pahlavi (1970-2001).
Op 26 oktober 1967 kroonde de sjah zichzelf en Farah Pahlavi in Shiraz. Bij die gelegenheid nam hij de traditionele titel van Koning der Koningen (sjah-in-sjah) aan, wat gelijkstaat aan de keizerstitel. Hij had hiermee gewacht tot zijn machtspositie stevig was en het voortbestaan van de dynastie was verzekerd door de aanwezigheid van een troonopvolger.

### Eerste conflict

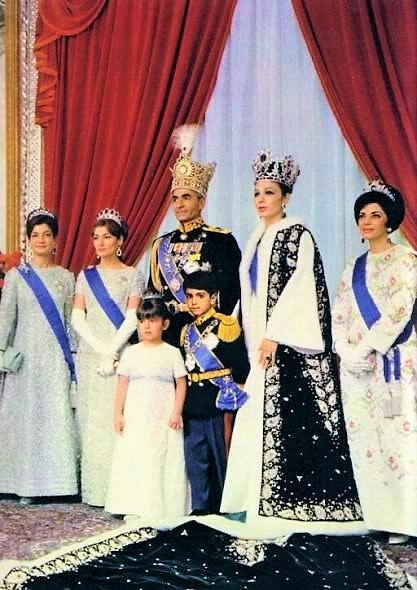
De sjah en zijn familie kort na de kroning 1967.

In 1951 kwam de sjah in conflict met zijn premier Mohammad Mossadeq, die een constitutionele monarchie nastreefde, met als gevolg een grote inperking van de macht van de sjah. Mossadeq werd gesteund door grote groepen van de bevolking, die het despotische bewind van de sjah niet konden waarderen. Dit ging zover dat de sjah op 17 augustus 1953 moest vluchten naar Rome. Twee dagen later werd Mossadeq echter gevangengezet, waarna de sjah kon terugkeren naar Iran. De Amerikaanse CIA speelde een doorslaggevende rol in het herstel van de monarchie ('Operation Ajax'). Net als zijn vader en voorganger wilde Mohammad Reza Iran moderniseren, wat ertoe leidde dat hij in 1957 een tweepartijenstelsel oprichtte. Ook werd in hetzelfde jaar door de sjah, met behulp van de Verenigde Staten, de SAVAK opgericht; een geheime politie die tegenstanders van het regime van de sjah arresteerde.

### Nieuwe hervormingen
In 1963 kwam de sjah met nieuwe hervormingen om het land te moderniseren en te verwesteren, de zogenoemde Witte Revolutie. Deze voorzag onder andere in vrouwenemancipatie, algemeen kiesrecht voor vrouwen, landhervormingen, leerplicht en nationalisering van bossen, weilanden en waterbronnen. De landhervorming moest het grootgrondbezit bestrijden en de landbouwgrond (een groot deel in eigendom van de Moslimgeestelijkheid), verdelen over arme landloze boeren. Maar de geestelijkheid werkte tegen en bleef de grond onderling verdelen en vererven. Verder paste de sjah het jaartal van de Iraanse kalender aan, waarbij de verovering van Babylon door Cyrus de Grote het eerste jaar werd. Het jaartal in Iran veranderde hiermee van 1355 naar 2535.

### Tweede conflict
In de jaren 70 ontstond er een enorm contrast tussen hoe men dacht in de stad en op het platteland. In de steden hielden de middenklasse en de upper classes er een westerse en luxueuze levensstijl op na, terwijl de bewoners van het platteland bittere armoede leden vanwege de onsuccesvol verlopen landhervormingen, die voor een deel waren gebaseerd op de theorieën van de Sovjet-pseudowetenschapper Trofim Lysenko. De exorbitante levenswijze van de sjah en zijn echtgenote, die tot een hoogtepunt kwam op het grote feest ter herdenking van wat werd gepresenteerd als 2500 jaar Iraanse monarchie (1971), deed het regime weinig goed.
De geestelijkheid voerde al in de jaren 60 oppositie, waarbij onder anderen ayatollah Khomeini een rol speelde met een beroemde toespraak waarin hij de vriendschappelijke betrekkingen met Israël veroordeelde. Khomeini werd in 1964 verbannen. Na een kort verblijf in Turkije bracht hij veertien jaar door in ballingschap in Irak (en later in Parijs). Na het peperdure herdenkingsfeest van 1971 radicaliseerde de geestelijkheid verder.
In 1975 tekenden Iran en Irak een vriendschapsverdrag, waarmee ook het tweepartijenstelsel werd afgeschaft ten voordele van een eenpartijstelsel. Hierdoor nam de macht van de sjah ogenschijnlijk nog meer toe. In 1977 kwamen studenten, die tot de hogere middenklasse behoorden, in opstand tegen het regime van de sjah, en eisten een staat waarvan het islamitische karakter duidelijker naar voren kwam. In 1978 probeerde de sjah het tij te keren door de herinvoering van de islamitische kalender en het ongedaan maken van het eenpartijstelsel. Het mocht echter niet baten.

### Ziekte en ballingschap

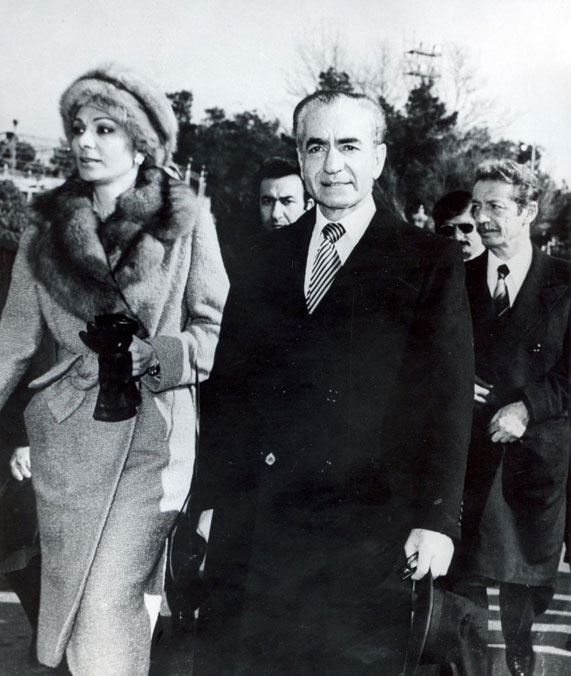
Shah en Shahbanu (= titel van de echtgenote van de sjah) Farah Diba verlaten Iran

In 1979 benoemde de sjah Shapour Bakhtiar tot premier. Zelf vluchtte hij het land uit, in de wetenschap dat hij aan chronische lymfatische leukemie leed. Met zijn gezin probeerde hij in diverse landen (zoals de Verenigde Staten, Mexico en Panama) asiel te vinden, wat niet lukte. Intussen werd de sjah steeds zieker. Uiteindelijk verleende Egypte asiel aan de sjah en zijn familie.

### Einde van de sjah
In april 1979 koos de Perzische bevolking per referendum voor een islamitische republiek in plaats van de monarchie, wat het lot van de sjah definitief bezegelde. Perzië werd in april 1979 uitgeroepen tot de Islamitische Republiek Iran. Khomeini, die aan de macht was, veranderde het gedeeltelijk verwesterde land in een streng religieus-fundamentalistische staat. Na medische behandeling in de Verenigde Staten in oktober 1979 en een kort verblijf in Panama, stierf Mohammad Reza Pahlavi, de laatste sjah van Perzië, in zijn ballingsoord Egypte aan leukemie in 1980. Hij ligt begraven in een tombe in de ar-Rifai-Moskee in Caïro.

## Onderscheidingen
- Lijst van onderscheidingen van Mohammad Reza Pahlavi

## Websites
- Over de laatste sjah van Perzië
- Een reconstructie van het grootste feest van 1971 met alle gevolgen van dien, 2Doc, VPRO
- Documentaire over het vertrek van de sjah en de opkomst van Khomeini, Andere Tijden, VPRO